# Texola elada
Espèce
Texola elada est une espèce nord-américaine d'insectes lépidoptères de la sous-famille des Nymphalinae (famille des Nymphalidae).

## Liste des sous-espèces
Selon GBIF (29 juin 2024) :
- Texola elada elada (Hewitson, 1868)
- Texola elada perse (Edwards, 1882)
- Texola elada ulrica (Edwards, 1877)

## Classification
Le nom valide complet (avec auteur) de ce taxon est Texola elada (Hewitson, 1868).
L'espèce a été initialement classée dans le genre Phyciodes sous le protonyme Phyciodes elada Hewitson, 1868.
Texola elada a pour synonymes :
- Melitaea callina Boisduval, 1869
- Phyciodes elada Hewitson, 1868
- Phyciodes hepburni Godman, 1901
- Phyciodes socia Felder, 1869